# Tsuyoshi Fujitake
Tsuyoshi Fujitake (japanisch 藤武 剛 Fujitake Tsuyoshi; * 8. November 1998 in der Präfektur Nagasaki) ist ein japanischer Fußballspieler.

## Karriere
Tsuyoshi Fujitake erlernte das Fußballspielen in der Jugendmannschaft von V-Varen Nagasaki sowie in der Universitätsmannschaft der Tokuyama University. Seinen ersten Vertrag unterschrieb der Abwehrspieler am 19. Februar 2021 bei Tegevajaro Miyazaki. Der Verein aus Miyazaki, einer Stadt in der Präfektur Miyazaki, spielte in der dritten japanischen Liga. Sein Drittligadebüt gab Tsuyoshi Fujitake am 12. Juni 2021 (11. Spieltag) im Auswärtsspiel gegen den FC Gifu. Hier stand er in der Startelf und wurde in der 62. Minute gegen Ryuya Ohata ausgewechselt. Gifu gewann das Spiel mit 3:1. Nach insgesamt 21 Ligaspielen wechselte er zu Beginn der Saison 2024 zum Viertligisten Atletico Suzuka Club. Für den Verein aus Suzuka bestritt er 15 Ligaspiele. Nach einer Spielzeit wechselte er im Januar 2024 zum Viertligaaufsteiger Asuka FC.